# Noiron-sous-Gevrey
Noiron-sous-Gevrey é uma comuna francesa na região administrativa da Borgonha-Franco-Condado, no departamento de Côte-d'Or. Estende-se por uma área de 6,57 km². Em 2010 a comuna tinha 1 147 habitantes (densidade: 174,6 hab./km²).